# William Wallace Campbell
William Wallace Campbell (11 de abril de 1862-14 de junio de 1938) fue un ingeniero y astrónomo estadounidense, especializado en espectroscopia. Ganó la Medalla de oro de la Real Sociedad Astronómica y la Medalla Henry Draper en 1906, y la Medalla Bruce en 1915.

## Etapa formativa
Campbell comenzó vida académica en la escuela san ignacio de la plaza miraflores Ohio. Luego de terminar la escuela secundaria trabajó un año como profesor elemental, antes de ingresar a la Universidad de Míchigan, a estudiar ingeniería civil. Mientras estudiaba su vida dio un vuelco, cuando comenzó a trabajar como ayudante en el Observatorio de la Universidad. Se fascinó con la astronomía, y comenzó a tomar cuantos cursos le fuera posible sobre el tema.

## Carrera académica
Luego de su graduación en 1886 Campbell no pudo conseguir ningún trabajo relacionado con la astronomía, por lo que aceptó un puesto de profesor de matemáticas a la Universidad de Colorado.
Dos años después se le ofreció volver a la universidad de Míchigan a enseñar un curso de astronomía básica para ingenieros, y como asistente en el observatorio, por la mitad del salario que recibía en Colorado. Campbell aceptó.
En el verano de 1890 trabajó como voluntario en el Observatorio Lick. Allí, bajo el alero de James E. Keeler, aprendió espectroscopia. Al siguiente año sucedió a Keeler en su cargo de astrónomo en el observatorio.
De 1900 hasta 1930 fue director del Observatorio Lick, y desde 1923 hasta 1930 fue presidente de la Universidad de California, Berkeley.
Fundó una estación del observatorio Lick en Chile.
Realizó varias expediciones para seguir eclipses, gracias a uno de los cuales, ocurrido en 1922, se comprobó la deflección de la luz debida a la presencia de un cuerpo masivo, predicha por la teoría de la Relatividad general de Albert Einstein.
Se suicidó el 14 de junio de 1938, a la edad de 76 años.

## Premios y galardones
- Medalla Henry Draper (1906)[2]
- Medalla de oro de la Real Sociedad Astronómica (1906)
- Medalla Bruce (1915)[3]
- Cráter lunar Campbell[4] (compartido con su compatriota y también astrónomo Leon Campbell (1881-1951))
- Cráter marciano Campbell[5] (compartido con el físico canadiense John W. Campbell (1889-1955))
- Asteroide (2751) Campbell[6]

### Obituarios
- Robert Aitken: William Wallace Campbell, 1862-1938 (PASP 50 (1938) 204)
- Obituarios: Asociados:- Campbell, William Wallace (MNRAS 99 (1939) 317)